# Campeonato Europeo de Baloncesto Femenino de 1980
El XVII Campeonato Europeo de Baloncesto Femenino se celebró en Yugoslavia entre el 19 y el 28 de septiembre de 1980 bajo la denominación EuroBasket Femenino 1980. El evento fue organizado por la Confederación Europea de Baloncesto (FIBA Europa) y la Federación Yugoslava de Baloncesto.
Un total de doce selecciones nacionales afiliadas a FIBA Europa compitieron por el título europeo, cuyo anterior portador era el equipo de la Unión Soviética, vencedor del EuroBasket 1978. 
La selección de la Unión Soviética se adjudicó la medalla de oro al derrotar en la final al equipo de Polonia con un marcador de 95-49. En el partido por el tercer puesto el conjunto de Yugoslavia venció al de Checoslovaquia.

## Plantilla del equipo campeón
- Unión Soviética:

Olesja Barel', Ljubov' Šarmaj, Vida Šulskytė, Ol'ga Baryševa, Tat'jana Ovečkina, Nadežda Šuvaeva, Uliana Semiónova, Ljudmyla Rogožyna, Elena Čausova, Ol'ga Sucharnova, Olga Buriakina, Halina Savičkaja. Seleccionadora: Lidia Alekséyeva